# Thien Duong

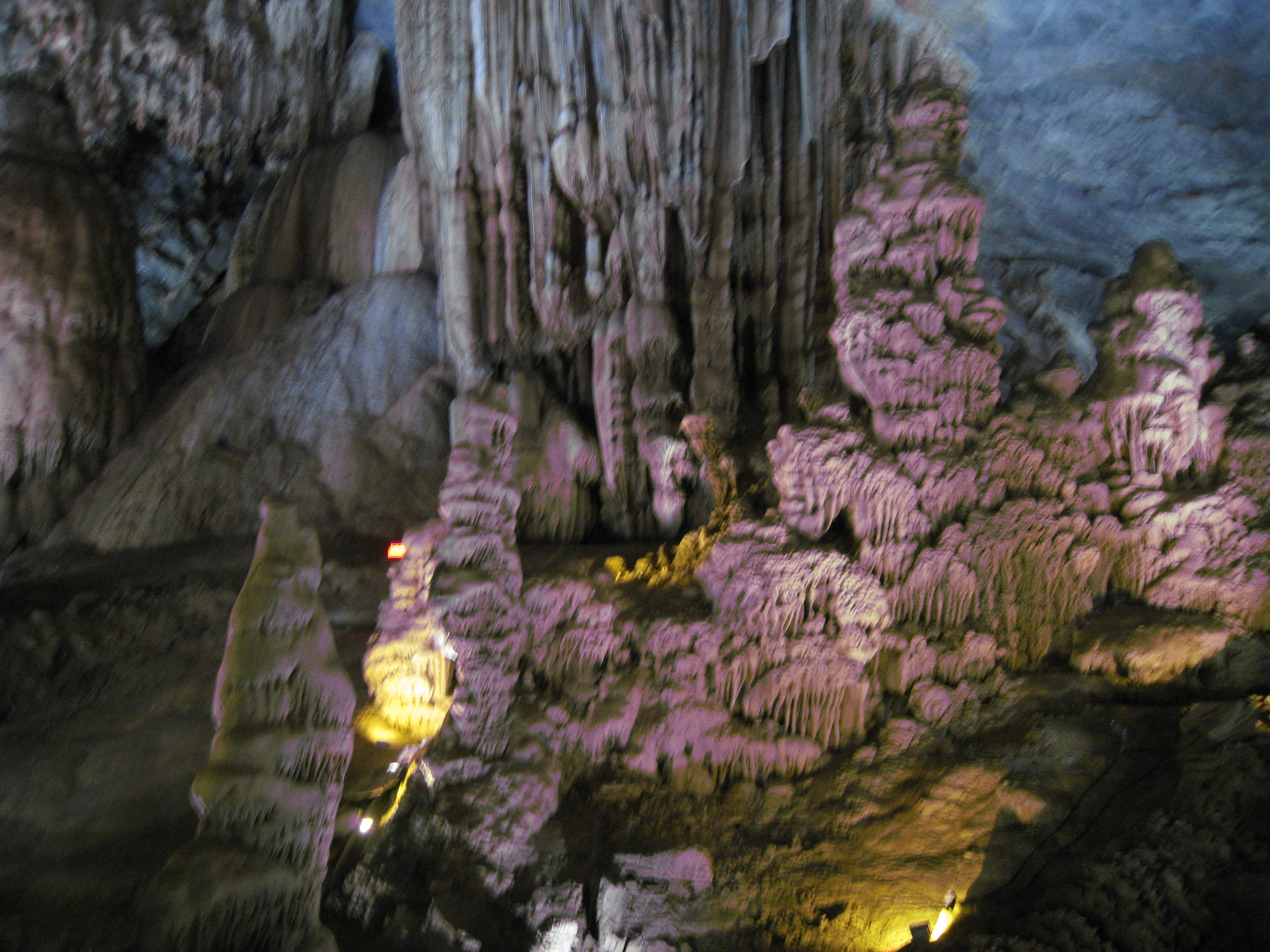
Thien Duong

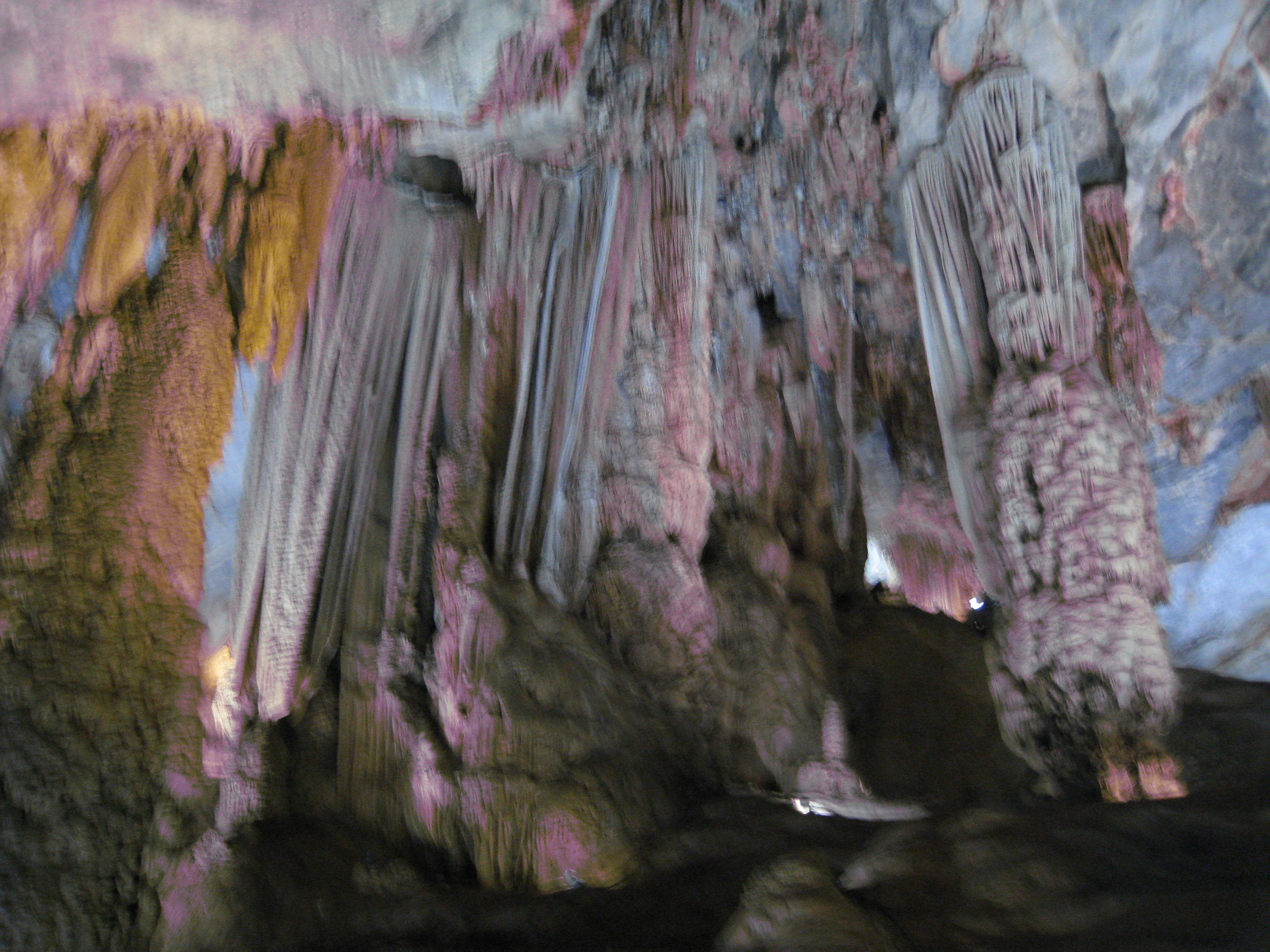
Thien Duong

Thien Duong (Paradis) är en grotta i Phong Nha-Ke Bang nationalpark i provinsen Quang Binh på gränsen till distriktet Bo Trach, 60 kilometer norr om staden Dong Hoi och 450 kilometer söder om Vietnams huvudstad Hanoi. 
I april 2010 utforskade en grupp brittiska grottforskare grottan Thien Duong i Phong Nha-Ke Bang nationalpark, och denna är nu istället för Phong Nha i Phong Nha-Ke Bang nationalpark den största kända grottan i världen. Ett flertal mindre grottor och grottpassager upptäcktes också och den sammanlagda längden på grottsystemet i Phong Nha-Ke Bang nationalpark uppskattas nu till 126 kilometer.